# Ciudad Real del Guahyrá
Ciudad Real del Guahyrá (ou Guairá, Guayrá) foi uma antiga cidade do Império Espanhol, na governação do Guairá, atual estado do Paraná.

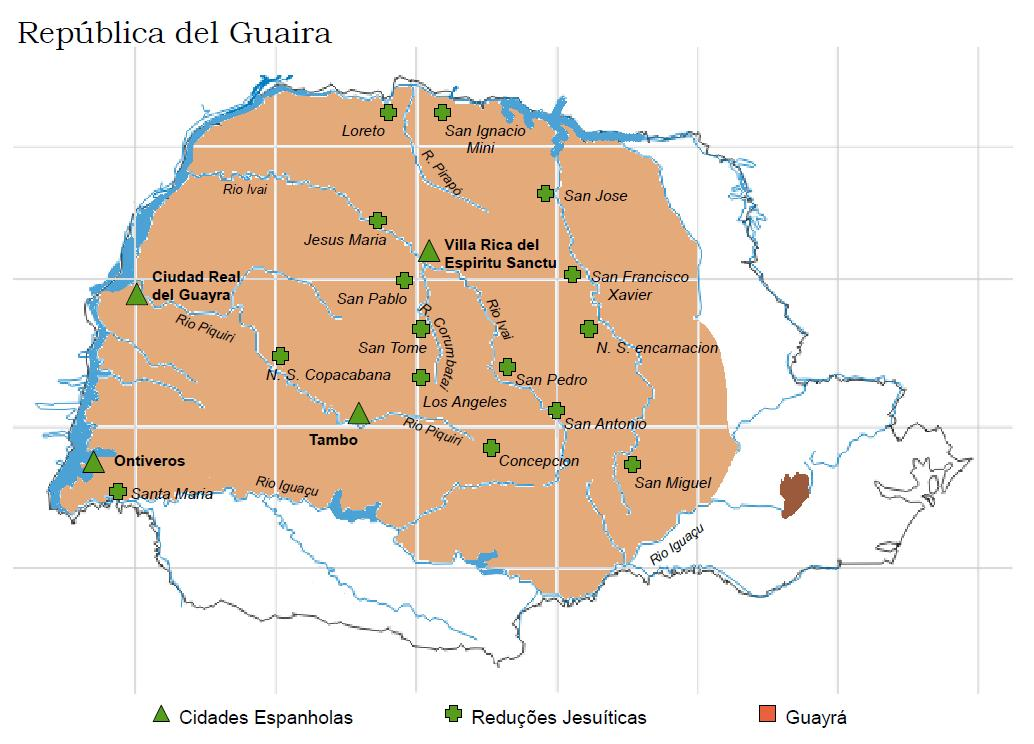
Mapa do estado atual do Paraná mostrando a região do Guayrá em marrom. Missões jesuítas estão marcadas com cruzes e assentamentos espanhóis com triângulos.

Em 1556, o Capitão Ruy Dias de Melgarejo funda na confluência dos rios Piquiri e Paraná, área que atualmente pertence ao município de Terra Roxa, a Ciudad Real del Guahyrá.

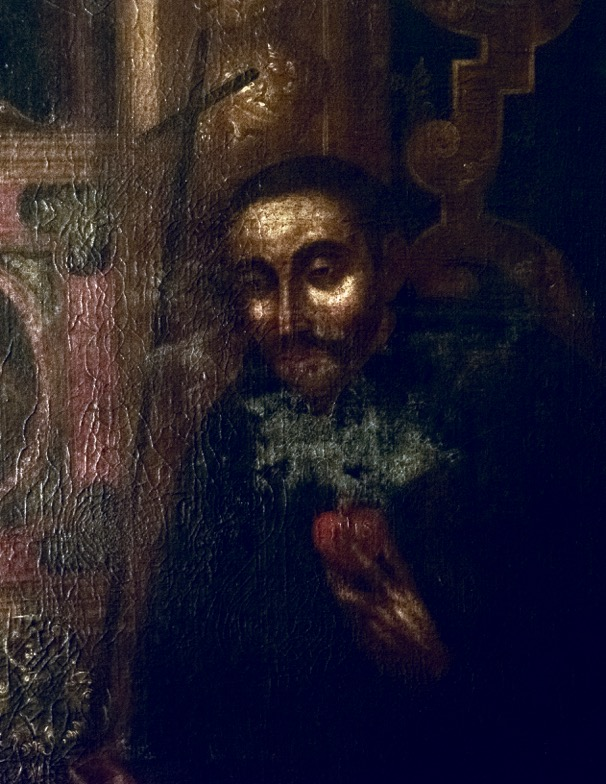
O padre peruano Antonio Ruiz de Montoya, pintura na Basílica San Pedro de Lima, Peru.

Após 74 anos, em 1631, a Bandeira Paulista ocupou a área, quando cerca de doze mil indígenas e setecentas embarcações, sob ordens do padre Antonio Ruiz de Montoya, fugiram pelo Piquiri.
Reservada como patrimônio inalienável do Estado em 1948, este sítio arqueológico da antiga Vila Militar, remanescente da colonização espanhola ocorrida no Sul do Brasil em meados do século XVI, contribui para a história do Brasil e do Paraná, com características pouco difundidas na historiografia e na identidade nacional.
As ruínas desta antiga vila são estudadas conforme as prospecções realizadas no local, com escavações, levantamentos topográficos para delimitação da vila e a caracterização das suas estruturas arquitetônicas.